# Kristýna Plíšková
Kristýna Plíšková, úředním příjmením Hancková, (* 21. března 1992 Louny) je česká profesionální tenistka, která na okruh ITF vstoupila v roce 2006 a profesionálkou se stala v sezóně 2009. Domovským klubem je od roku 2015 TK Sparta Praha, do něhož přestoupila z I. ČLTK Praha. Na Australian Open 2016 vytvořila nový rekord okruhu WTA v počtu es zahraných na zápas, když jich nastřílela 31.
Na okruhu WTA Tour vybojovala jeden singlový titul, když začátkem října 2016 triumfovala na Tashkent Open, a pět deblových trofejí. Ranou fázi kariéry strávila na túře ITF, kde získala v roce 2010 první titul v Kurume. V rámci okruhu ITF získala do července 2019 devět titulů ve dvouhře a osm ve čtyřhře, deblové většinou se svým dvojčetem Karolínou.
Na žebříčku WTA byla ve dvouhře nejvýše klasifikována v červenci 2017 na 35. místě a ve čtyřhře v červnu 2021 na 44. místě. Trénuje ji bývalý tenista Jaroslav Levinský. Dříve tuto roli plnili František Čermák, Ivo Minář, Jiří Hřebec, Martin Fassati či Jan Bedáň.
V juniorském tenise triumfovala ve dvouhře Wimbledonu 2010. Zahrála si také semifinále na juniorském Australian Open 2010, které ovládla sestra Karolína.
V českém fedcupovém týmu debutovala v roce 2017 semifinálem světové skupiny proti Spojeným státům, v němž prohrála rozhodující čtyřhru po boku Kateřiny Siniakové s dvojicí Vandewegheová a Matteková-Sandsová. Američanky zvítězily 3:2 na zápasy. Do listopadu 2022 v soutěži nastoupila k jedinému mezistátnímu utkání s bilancí 0–0 ve dvouhře a 0–1 ve čtyřhře.

## Tenisová kariéra

### Juniorská kariéra
První juniorský grandslam odehrála v roce 2010 na Australian Open, když jako kvalifikantka vyřadila ve čtvrtfinále nasazenou jedničku Timeu Babosovou. Nestačila až v semifinále na Lauru Robsonovou, kterou ve finále porazila Karolína Plíšková.
Poprvé také hrála na grandslamu se svou sestrou čtyřhru, ve které se dostaly do druhého kola. French Open byl pro ni nejhorší juniorský grandslam kariéry, neboť prohrála ve dvouhře i čtyřhře v prvním kole.
Největšího úspěchu juniorské kariéry dosáhla na dvorcích All-England Clubu, kde dokráčela až do finále Wimbledonu, ve kterém porazila Sačiu Išizuovou. Ve čtyřhře se sestrou Karolínou došla až do čtvrtfinále. Poslední juniorský grandslam odehrála na US Open, kde skončila ve druhém kole dvouhry a prvním kole čtyřhry.

### 2006
Na ženském okruhu ITF debutovala v roce 2006, kdy se objevila na turnajích ITF v Chorvatsku. Hlavní soutěže se ale nezúčastnila, jelikož v obou případech neprošla kvalifikací. Debutu se dočkala i na okruhu WTA, když se pokoušela probojovat z kvalifikace turnaje CNGvitall Prague Open. Její snahy ale zmařila už v prvním kole Kirsten Flipkensová.

### 2007
Sezónu začala opět na turnajích ITF v Chorvatsku, kde se nejdále probojovala do osmifinále. Následně hrála na turnaji CNGvitall Prague Open, kde jí organizátoři dali divokou kartu do hlavní soutěže. Konečná přišla hned v prvním kole, když nestačila na Marion Bartoliovou. Divákům se zde také představila i ve čtyřhře po boku svého dvojčete Karolíny Plíškové. Společně však skončily už v prvním kole na raketách Renaty Voráčové a Lucie Hradecké. Rok ukončila na turnaji ITF v Přerově, kde vypadla v kvalifikaci. Za celou sezónu se celkem pětkrát probojovala do osmifinále a rok ukončila na 861. místě žebříčku.

### 2008
Divokou kartu obdržela pro turnaj ECM Prague Open. Los jí ale znovu určil těžkou soupeřku a stejně jako v roce 2007 skončila v prvním kole, tentokrát na raketě Roberty Vinciové. Prohra následovala i v prvním kole deblu, když po boku své sestry Karolíny nestačily na pár Eva Hrdinová a Klaudia Jansová. Konec roku pro ni znamenal první dvě semifinále kariéry a posun v žebříčku na 753. místo.

### 2009
Sezónu zahájila na turnajích ITF v Americe, kde vypadla již v kvalifikaci. Začátkem června hrála na turnaji ITF v Brně, kde postoupila do osmifinále, a následně hrála také ve Zlíně, kde skončila v prvním kole. Poprvé se neúčastnila domácího turnaje ECM Prague Open, ale místo něj hrála turnaj ITF v Piešťanech, kde došla až do semifinále. Po slovenské misi odjela na turnaj ITF do Pesara, kde hrála své první finále kariéry, ve kterém po třísetové bitvě podlehla Anastasii Grymalské. Další semifinále hrála na turnaji ITF v Notu, kde postoupila z kvalifikace. Dobré výsledky ji posunuly na 473. místo žebříčku.

### 2010
Sezónu začala semifinálovou účastí na turnaji ITF v Milduře. Dva měsíce na to hrála čtvrtfinále turnaje ITF v Incheonu a semifinále turnaje ITF v Gifu.
V květnu získala první titul na okruhu ITF, když ve finále v Kurume porazila svoji favorizovanou sestru Karolínu ve třech setech. Po triumfu se představila počtvrté na turnaji CNGvitall Prague Open, kde znovu prohrála v prvním kole, tentokrát byla nad její síly Anabel Medinaová Garriguesová. Kristýna si zahrála i se svou sestrou Karolínou čtyřhru, ve které skončily v prvním kole. Další zkušenosti nabírala na prestižním turnaji WTA v Kodani, kde nestačila v prvním kole na druhou nasazenou Li Nu. Tentýž měsíc se snažila probojovat na svůj první seniorský grandslamový turnaj, a to na US Open. Prohrála ale v posledním kole kvalifikace na raketě Lourdesy Domínguezové Linové a hlavní soutěž si nezahrála. Rok ukončila na 222. místě žebříčku.

### 2011
Na začátku sezóny se nekvalifikovala na grandslamové Australian Open. Následně hrála turnaj ITF v Rancho Mirage, kde se dostala do finále, jak ve dvouhře, tak i ve čtyřhře se sestrou Karolínou. Singlové finále sice prohrála, ale vyhrála první deblový titul ITF v kariéře.
Duben pro ni znamenal první vítězství na okruhu WTA v kariéře, když na turnaji ve Fesu porazila krajanku Renatu Voráčovou. Následně se jí opět nepodařilo kvalifikovat na grandslamový turnaj, tentokrát na French Open. Prokletí prolomila až při kvalifikaci na Wimbledon, kde v posledním kole porazila Arinu Rodionovou. První kolo ale znamenalo pro juniorskou grandslamovou vítězku Wimbledonu konečnou v podobě Marion Bartoliové. Další kvalifikace na US Open opět nevyšla, když znovu prohrála ve třetím kole. V září si zahrála na turnaji WTA v Soulu, kde prošla až do druhého kola. Závěrem roku hrála českou extraligu, celou sezónu ukončila na 176. místě žebříčku.

### 2012

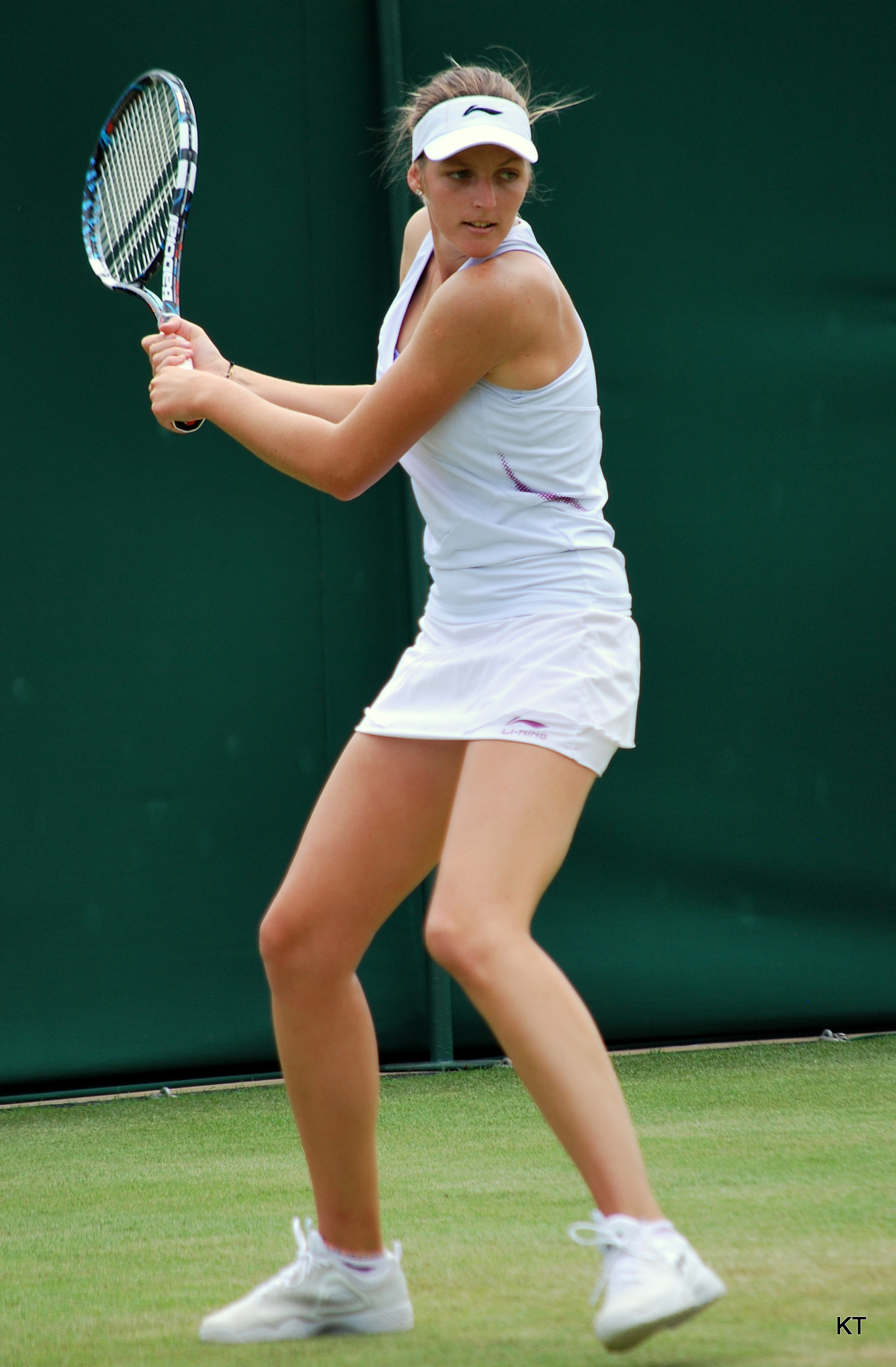
Během Wimbledonu 2012

Sezónu zahájila v Austrálii, kde se jí opět nepodařilo projít kvalifikací na Australian Open. Tentýž měsíc slavila druhý titul ITF, když vyhrála turnaj v Andrzej-Boutsenu. Týden na to hrála další finále na turnaji ITF v Grenoblu, kde prohrála ve dvou tie-breacích se svou sestrou Karolínou. Další zkušenosti získávala na turnaji WTA v Kuala Lumpur, kde vypadla ve druhém kole po třísetové bitvě s Šuaj Pengovou. Zakletá znovu zůstala kvalifikace při French Open, kde opět vypadla v prvním kole, tentokrát s Dinahou Pfizenmaierovou.
Jeden z nejlepších výkonů kariéry na scéně WTA předvedla při Wimbledonu, kde prošla kvalifikací a následně v prvním kole porazila Polonu Hercogovou. Konečná přišla ve druhém kole, kde těsně podlehla Francesce Schiavoneové. Po Wimbledonu hrála soutěž World Team Tennis pořádanou v USA za tým Philadelphia Freedoms, který vedl Josh Cohen. Následně hrála WTA turnaj ve Washingtonu, kde se svou sestrou došla do semifinále čtyřhry, ve kterém je zastavily Šúko Aojamová a Čang Kchaj-čen.
Na US Open postoupila z kvalifikace do hlavní soutěže. V úvodním kole porazila osmnáctou nasazenou Němku Julii Görgesovou ve dvou setech. Ve druhé fázi turnaje pak podlehla Lucemburčance Mandy Minellaové. Společně se svojí sestrou také startovala v hlavní soutěži deblu. Stopku ale dostaly hned v prvním kole od páru Nina Bratčikovová a Alexandra Panovová. Závěrem sezóny spolu se sestrou bojovala o další titul ze čtyřhry turnaje ITF. Nejprve sice neuspěly v Shrewsbury, ale o necelý měsíc později v polské Zawadě, se už mohly z pátého titulu radovat.

### 2013
Sezónu zahájila neúspěšnou kvalifikací na turnaji WTA v Brisbane a Sydney. Následně postoupila na prvním grandslamu sezóny, Australian Open, do druhého kola, ve kterém nestačila na Soranu Cirsteovou. I přes porážku se v novém vydání žebříčku Žebříček WTA posunula poprvé v kariéře do Top 100, a to na 86. příčku žebříčku. Poté neprošla kvalifikací na pařížském Open GDF Suez. Ve Francii se účastnila turnaje ITF v Grenoblu, kde se jí nepodařilo obhájit finále, když vypadla ve čtvrtfinále.
V prvním kole kvalifikace Dubai Tennis Championships prohrálas Kurumi Naraovou. Následně se představila na Malaysian Open v Kuala Lumpuru, kde vypadla v prvním kole se Zarinou Dijasovou. Společně se svou sestrou došla do semifinále deblu. Na americkém kontinentu startovala v kvalifikaci BNP Paribas Open v Indian Wells. Vypadla v prvním kole, když nestačila na Grace Minovou. Kvalifikaci hrála i na Sony Open Tennis v Key Biscayne, kde ji ve druhém kole vyřadila Slovenka Jana Čepelová.

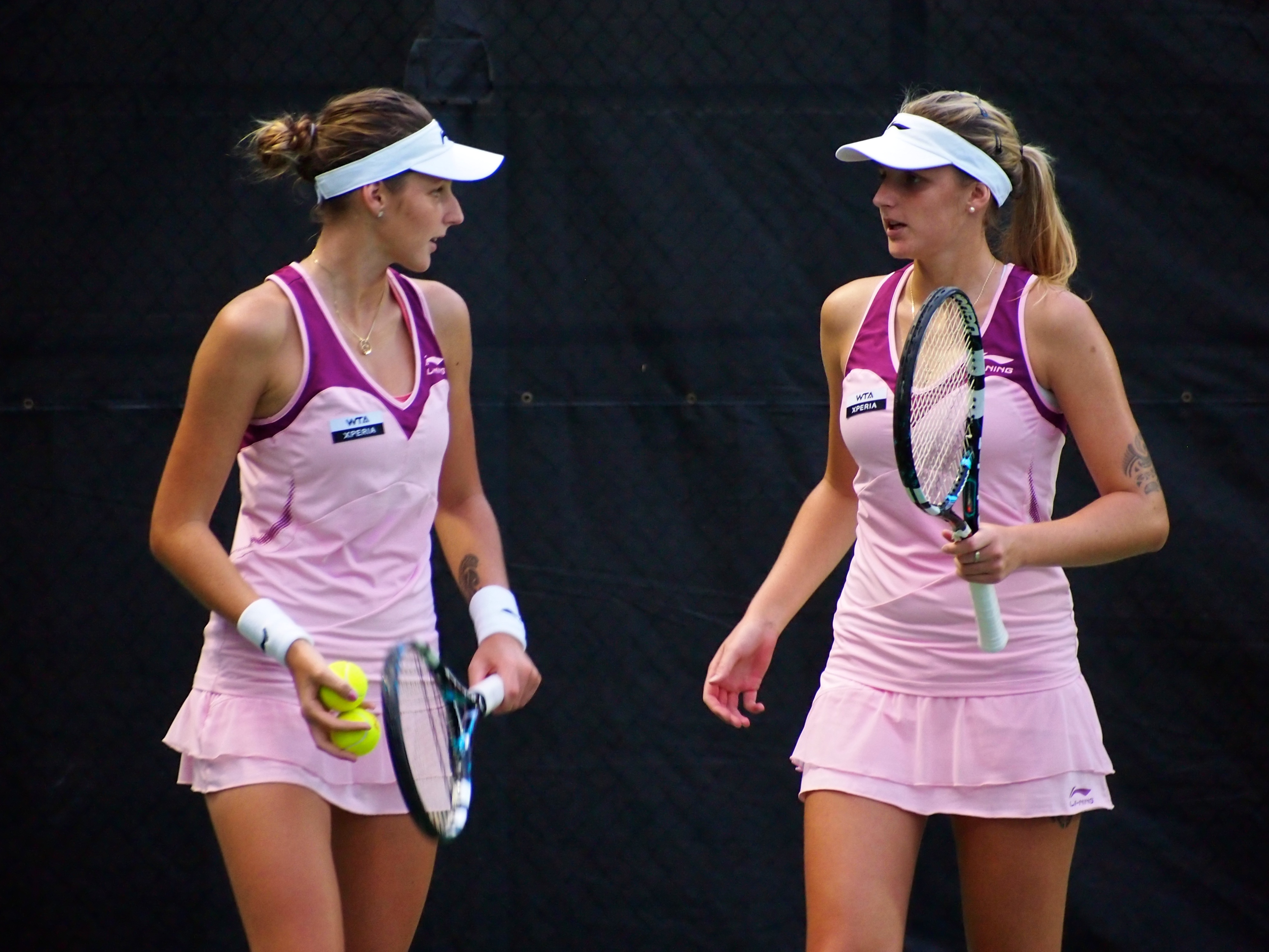
Dvojčata Kristýna a Karolína (vpravo) Plíškovy vyhrály na okruhu WTA Tour společně tři turnaje, a to v Linci 2013, Bad Gasteinu 2014 a Hongkongu 2014

První antukový turnaj sezóny absolvovala v Osprey v rámci kategorie ITF, kde postoupila až do čtvrtfinále, ve kterém prohrála s Cabezaovou Candelaovou. Následně se pokusila kvalifikovat na Family Circle Cup v Charlestonu, ale vypadla v jejím druhém kole s Garciaovou. Další prohru na antuce přidala s českou tenistkou Klárou Zakopalovou, když jí podlehla v prvním kole premiérového ročníku turnaje v Katowicích. Se svou sestrou došla poté do druhého kola čtyřhry. Poté startovala na třech turnajích ITF, když ten první odehrála v Istanbulu, kde vypadla ve čtvrtfinále s Anou Vrljićovou. V Trnavě ji vyřadila ve druhém kole Kateřina Siniaková a na turnaji Sparta Prague Open vypadla v kole prvním, když ji vyřadila Yvonne Meusburgerová. Poté se jí nepodařila kvalifikace na turnaj v Bruselu, když podlehla ve druhém kole Šachar Pe'erové. Po boku Liezel Huberové se představila i ve čtyřhře, ve které vypadly v prvním kole, když podlehly páru Magdaléna Rybáriková a Kirsten Flipkensová.
Na druhém grandslamu sezóny French Open vypadla v prvním kole, když podlehla Marianě Duqueové Mariñové.
Travnatou sezónu zahájila na ITF turnaji v Nottinghamu, kde vypadla v prvním kole. Se svou sestrou Karolínou vypadly v osmifinále čtyřhry. Na turnaji v Birminghamu porazila v prvním kole Coco Vandewegheovou. Ve druhém poté podlehla Sabine Lisické. Poté se probojovala z kvalifikace na turnaji v Eastbourne, když v posledním kole vystavila stopku Karolíně Plíškové. V kole prvním ovšem nestačila na domácí tenistku Elenu Baltachovou.
Ve Wimbledonu vypadla v prvním kole, když nestačila na Janu Čepelovou. Na turnaji v italském Palermu vypadla v prvním kole s Barborou Záhlavovou-Strýcovou. Se svou sestrou Karolínou poté ve čtyřhře došly do svého prvního finále kariéry, když v semifinále porazily obhájkyně titulu Renatu Voráčovou a Záhlavovou-Strýcovou. V souboji o titul nestačily na první nasazený pár Kristina Mladenovicová a Katarzyna Piterová.

### 2016

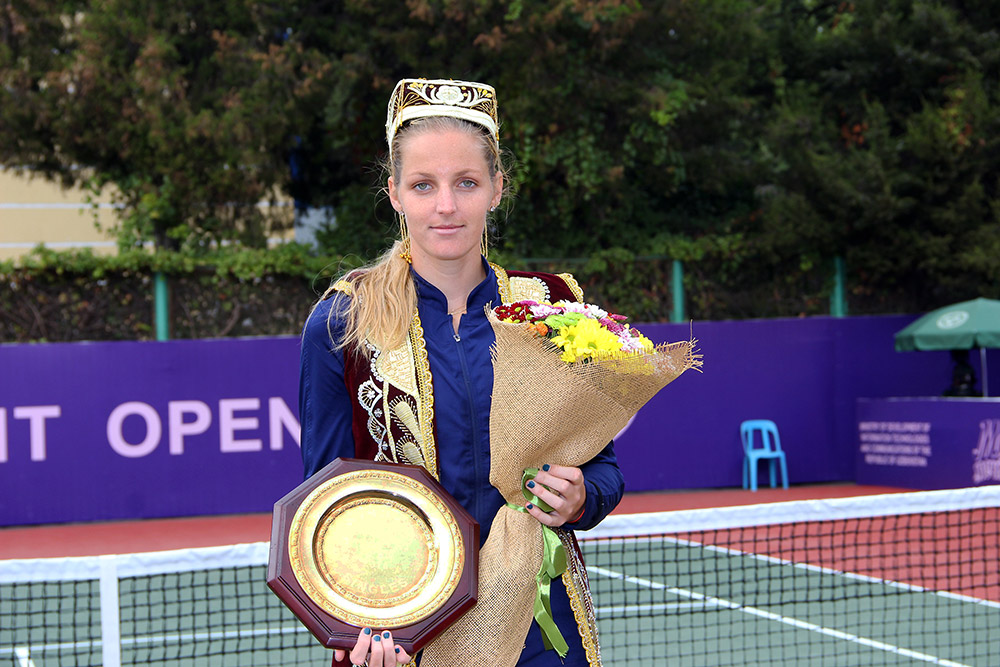
Na Tashkent Open 2016 vybojovala první singlový titul

Na melbournském grandslamu Australian Open, kde jí patřilo 114. místo na žebříčku, postoupila z tříkolové kvalifikace. V úvodním kole ženské dvouhry překvapivě vyhrála nad australskou dvacátou pátou nasazenou Samanthou Stosurovou v nočním utkání na centrkurtu Roda Lavera. Následně však odešla poražena od Portoričanky Móniky Puigové. V zápase nevyužila pět mečbolů a po nezvládnutém závěru třetí sady v poměru 7–9. Přesto v zápase vytvořila nový rekord okruhu WTA, když zahrála 31 es. Tím překonala výkon Sabine Lisické z birminghamského turnaje AEGON Classic 2015, kde jich Němka nastřílela dvacet sedm.
Premiérový singlový titul v rámci okruhu WTA Tour získala na Tashkent Open 2016, kde na cestě do finále postupně na její raketě zůstaly Španělka Sara Sorribesová Tormová, pátá nasazená Japonka Kurumi Naraová, Ruska Irina Chromačovová a v semifinálovém duelu Ukrajinka Kateryna Kozlovová, které ve druhé sadě uštědřila „kanára“. V závěrečném zápase pak zdolala japonskou turnajovou čtyřku Nao Hibinovou po třísetovém průběhu. V Taškentu vůbec poprvé na okruhu postoupila do čtvrtfinálové fáze. Celkem desetkrát za sebou přitom od dubna 2016 nepřešla přes úvodní kolo turnajů WTA Tour, z toho třikrát dohrála ještě v kvalifikaci. V následném vydání žebříčku WTA z 3. října 2016 se posunula ze 100. na 66. místo, čímž vylepšila předchozí kariérní maximum o sedmnáct příček.

### 2019
Sezónu zahájila druhým kolem na Shenzhen Open, kde ji vyřadila rumunská kvalifikantka Monica Niculescuová. Po výhře nad Annou Blinkovovou skončila ve druhé fázi Australian Open na raketě Čang Šuaj. V sérii WTA 125K se probojovala s Jevgenijí Rodinovou do finále čtyřhry Oracle Challenger Series – Indian Wells, v němž porazily obhájkyně trofeje Yaninu Wickmayerovou s Taylor Townsendovou. Na úvod Miami Open nepřešla přes Tunisanku Ons Džabúrovou a porážku utržila i na Volvo Car Open v Charlestonu. Po vítězství nad Ruskou Světlanou Kuzněcovovou postoupila do semifinále antukového Ladies Open Lugano, kde ji přehrála polská teenagerka Iga Świąteková.

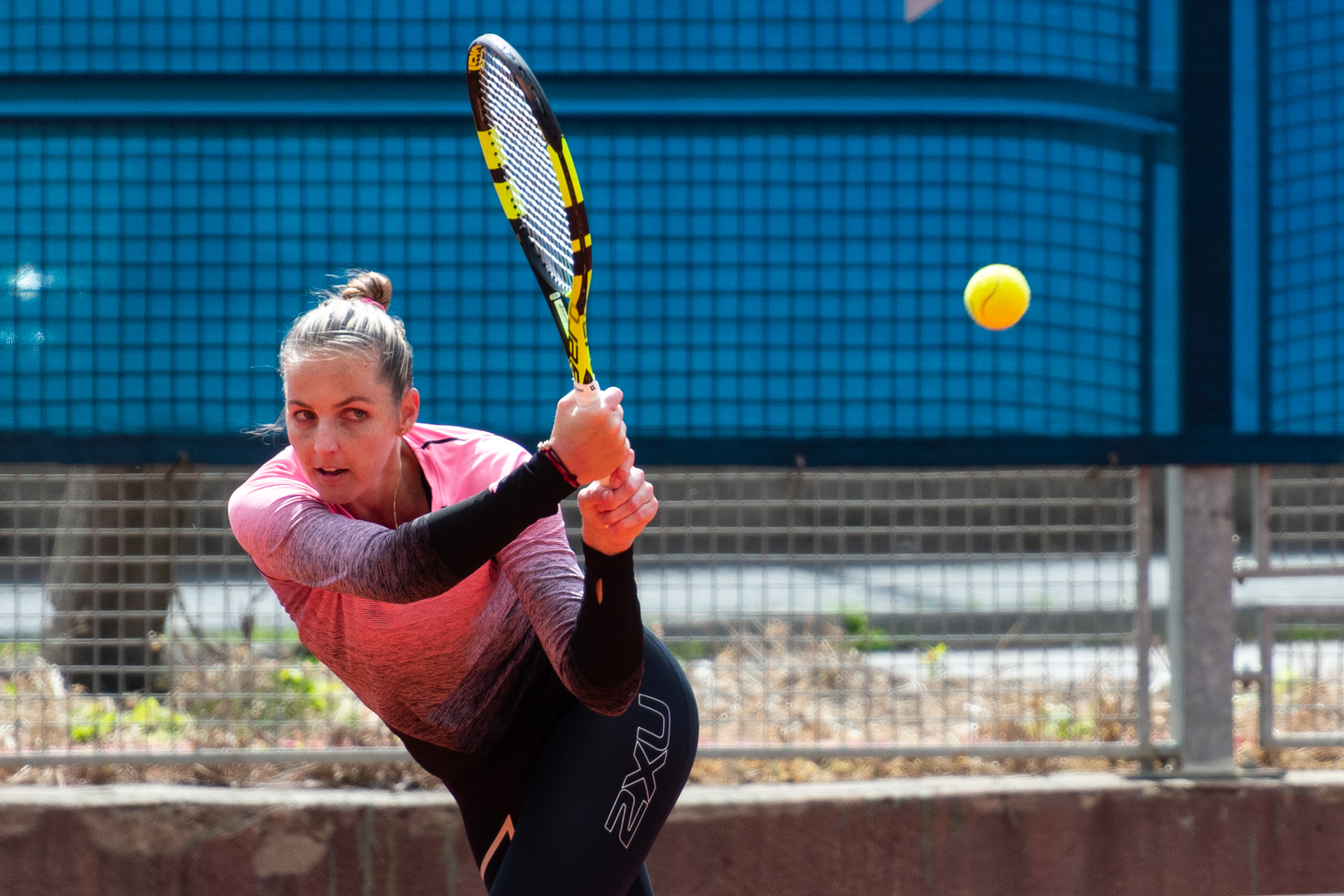
Trénink na J&T Banka Prague Open

Soutěž dubnového J&T Banka Prague Open opustila v otevíracím zápase s Ruskou Nataljou Vichljancevovou. Navazující Mutua Madrid Open znamenal vyřazení ve druhém kole s Chorvatkou Donnou Vekićovou. Grandslamové French Open opustila po úvodní porážce od americké hráčky Lauren Davisové. V téže fázi skončila na raketě Lesji Curenkové na travnatém Libéma Open v Rosmalenu. Na birminghamském Nature Valley Classic prošla jako sto dvanáctá hráčka žebříčku kvalifikačním sítem do hlavní soutěže. V ní vyřadila Britku Heather Watsonovou. Ve druhém kole svedla vyrovnaný boj s dvojčetem a světovou trojkou Karolínou Plíškovou. Jednalo se o vůbec první zápas jednovaječných dvojčat v historii hlavních soutěží okruhu WTA Tour. Sestry celkově odehrály osmý vzájemný duel ve dvouhře a Kristýna Plíšková vyrovnala poměr na 4–4. Premiérově porazila členku elitní světové pětky. Ve čtvrtfinále však nestačila na krajanku Barboru Strýcovou. Bodový zisk ji posunul na 95. příčku žebříčku WTA. Do hlavního startovního pole grandslamového Wimbledonu postoupila místo zraněné Andreescuové. Nemusela tak zasáhnout do kvalifikace proti Bulharce Šinikovové. V úvodním kole dvouhry ji vyřadila slovinská teenagerka Kaja Juvanová. Do čtvrtfinále se probojovala na antukovém BRD Bucharest Open, kde ji zastavila Rumunka Patricia Maria Țigová. Newyorský major US Open znamenal postup do druhého kola přes Francouzku Dianne Parryovou a hladkou porážku od Elise Mertensové. Do premiérového semifinále sezóny se probojovala na zářijovém Tashkent Open, kde zdolala nejvýše nasazenou Slovenku Viktórii Kužmovou. Její cestu pavoukem však poté ukončila Belgičanka Alison Van Uytvancková.
Do čtyřhry zasáhla se sestrou Karolínou na cincinnatském Western & Southern Open, kde prošly do semifinále po výhře nad třetím nasazeným párem Siniaková a Krejčíková. Následně však podlehly Klepaćové s Hradeckou. Mezi poslední čtveřicí dvojic skončily také na soulském Korea Open.

## Soukromý život
Pochází z rodiny Radka a Martiny Plíškových. Tenis začala hrát ve čtyřech letech. Její o dvě minuty mladší dvojče Karolína Plíšková je bývalá světová jednička ve dvouhře. Zejména v počáteční fázi kariéry spolu nastupovaly do čtyřhry. Na rozdíl od ní drží raketu levou rukou.
V únoru 2022 se po dvouletém vztahu vdala za slovenského fotbalistu Dávida Hancka. V prosinci 2021 oznámila těhotenství 31. května 2022 se jim narodil syn Adam.

## Finále na okruhu WTA Tour

### WTA Tour
| Legenda                           |
| --------------------------------- |
| D – dvouhra; Č – čtyřhra          |
| Grand Slam (0)                    |
| Turnaj mistryň (0)                |
| Premier Mandatory & Premier 5 (0) |
| Premier (0–0 D; 0–0 Č)            |
| International (1–1 D; 5–1 Č)      |

#### Dvouhra: 2 (1–1)
| Stav       | č. | datum          | turnaj              | povrch | soupeřka ve finále | výsledek      |
| ---------- | -- | -------------- | ------------------- | ------ | ------------------ | ------------- |
| Vítězka    | 1. | 1. října 2016  | Taškent, Uzbekistán | tvrdý  | Nao Hibinová       | 6–3, 2–6, 6–3 |
| Finalistka | 1. | 6. května 2017 | Praha, Česko        | antuka | Mona Barthelová    | 6–2, 5–7, 2–6 |

#### Čtyřhra: 6 (5–1)
| Stav       | č. | datum             | turnaj                | povrch | spoluhráčka       | soupeřky ve finále                            | výsledek          |
| ---------- | -- | ----------------- | --------------------- | ------ | ----------------- | --------------------------------------------- | ----------------- |
| Finalistka | 1. | 13. července 2011 | Palermo, Itálie       | antuka | Karolína Plíšková | Katarzyna Piterová Kristina Mladenovicová     | 1–6, 7–5, [8–10]  |
| Vítězka    | 1. | 13. října 2013    | Linec, Rakousko       | hala   | Karolína Plíšková | Gabriela Dabrowská Alicja Rosolská            | 7–6(8–6), 6–4     |
| Vítězka    | 2. | 13. července 2014 | Bad Gastein, Rakousko | antuka | Karolína Plíšková | María Teresa Torró Florová Andreja Klepačová  | 4–6, 6–3, [10–6]  |
| Vítězka    | 3. | 14. září 2014     | Hongkong, Hongkong    | tvrdý  | Karolína Plíšková | Patricia Mayr-Achleitnerová Arina Rodionovová | 6–2, 2–6, [12–10] |
| Vítězka    | 4. | 21. července 2019 | Bukurešť, Rumunsko    | antuka | Viktória Kužmová  | Jaqueline Cristianová Elena-Gabriela Ruseová  | 6–4, 7–6(7–3)     |
| Vítězka    | 5. | 16. srpna 2020    | Praha, Česko          | antuka | Lucie Hradecká    | Monica Niculescuová Ioana Raluca Olaruová     | 6–2, 6–2          |

### Série WTA 125
| Legenda                  |
| ------------------------ |
| D – dvouhra; Č – čtyřhra |
| WTA 125 (1–0 D, 2–0 Č)   |

#### Dvouhra: 1 (1–0)
| Stav    | č. | datum         | turnaj       | povrch | soupeřka ve finále | výsledek           |
| ------- | -- | ------------- | ------------ | ------ | ------------------ | ------------------ |
| Vítězka | 1. | 11. září 2016 | Ta-lien, ČLR | tvrdý  | Misa Egučiová      | 7–5, 4–6, 2–5skreč |

#### Čtyřhra: 2 (2–0)
| Stav    | č. | datum          | turnaj                      | povrch | spoluhráčka        | soupeřky ve finále                     | výsledek      |
| ------- | -- | -------------- | --------------------------- | ------ | ------------------ | -------------------------------------- | ------------- |
| Vítězka | 1. | 9. září 2018   | Chicago, Spojené státy      | tvrdý  | Mona Barthelová    | Asia Muhammadová Maria Sanchezová      | 6–3, 6–2      |
| Vítězka | 2. | 3. března 2019 | Indian Wells, Spojené státy | tvrdý  | Jevgenija Rodinová | Taylor Townsendová Yanina Wickmayerová | 7–6(9–7), 6–4 |

## Finále na okruhu ITF
| Dotace turnajů okruhu ITF | Dotace turnajů okruhu ITF |
| ------------------------- | ------------------------- |
| 100 000 $ tournaments     | 80 000 $ tournaments      |
| 75 000 $ tournaments      | 60 000 $ tournaments      |
| 50 000 $ tournaments      | 25 000 $ tournaments      |
| 15 000 $ tournaments      | 10 000 $ tournaments      |

### Dvouhra: 17 (9–8)
| Stav       | č. | datum             | turnaj                         | povrch      | soupeřka ve finále  | výsledek                |
| ---------- | -- | ----------------- | ------------------------------ | ----------- | ------------------- | ----------------------- |
| Finalistka | 1. | 15. srpna 2009    | Pesaro, Itálie                 | antuka      | Anastasia Grymalská | 6–2, 1–6, 2–6           |
| Vítězka    | 1. | 16. května 2010   | Kurume, Japonsko               | antuka      | Karolína Plíšková   | 5–7, 6–2, 6–0           |
| Finalistka | 2. | 13. února 2011    | Rancho Mirage, Spojené státy   | tvrdý       | Ashely Weinholdová  | 3–6, 6–3, 5–7           |
| Vítězka    | 2. | 23. ledna 2012    | Andrézieux-Bouthéon, Francie   | tvrdý (h)   | Anna Remondinaová   | 6–2, 6–2                |
| Finalistka | 3. | 30. ledna 2012    | Grenoble, Francie              | hala        | Karolína Plíšková   | 6–7(11–13), 6–7(6–8)    |
| Vítězka    | 3. | 20. října 2013    | Limoges, Francie               | tvrdý (h)   | Tamira Paszeková    | 3–6, 6–3, 6–2           |
| Finalistka | 4. | 28. října 2013    | Barnstaple, Spojené království | tvrdý (h)   | Marta Sirotkinová   | 7–6(7–5), 3–6, 6–7(6–8) |
| Vítězka    | 4. | 9. března 2014    | Preston, Spojené království    | tvrdý (h)   | Çağla Büyükakçay    | 6–3, 7–6(7–4)           |
| Finalistka | 5. | 5. května 2014    | Fukuoka, Japonsko              | tráva       | Naomi Broadyová     | 7–5, 3–6, 4–6           |
| Vítězka    | 5. | 2. června 2014    | Nottingham, Spojené království | tráva       | Zarina Dijasová     | 6–2, 3–6, 6–4           |
| Vítězka    | 6. | 2. února 2015     | Glasgow, Spojené království    | tvrdý (h)   | Ana Bogdanová       | 6–2, 6–2                |
| Vítězka    | 7. | 6. dubna 2015     | Barnstaple, Spojené království | tvrdý (h)   | Nina Zanderová      | 6–3, 6–2                |
| Finalistka | 6. | 20. dubna 2015    | Istanbul, Turecko              | tvrdý       | Šachar Pe'erová     | 6–1, 6–7(4–7), 5–7      |
| Vítězka    | 8. | 4. května 2015    | Fukuoka, Japonsko              | tráva       | Nao Hibinová        | 7–5, 6–4                |
| Finalistka | 7. | 19. října 2015    | Joué-lès-Tours, Francie        | tvrdý (h)   | Olga Fridmanová     | 2–6, 6–3, 1–6           |
| Vítězka    | 9. | 22. února 2016    | Kreuzlingen, Švýcarsko         | koberec (h) | Amra Sadikovićová   | 7–6(7–4), 7–6(7–3)      |
| Finalistka | 8. | 17. července 2017 | Olomouc, Česko                 | antuka      | Bernarda Peraová    | 5–7, 6–4, 3–6           |

### Čtyřhra: 15 (8–7)
| Stav       | č. | datum              | turnaj                         | povrch      | spoluhráčka            | soupeřky ve finále                         | výsledek               |
| ---------- | -- | ------------------ | ------------------------------ | ----------- | ---------------------- | ------------------------------------------ | ---------------------- |
| Finalistka | 1. | 16. května 2010    | Kurume, Japonsko               | antuka      | Karolína Plíšková      | Sun Šeng-nan Sü I-fan                      | 0–6, 3–6               |
| Vítězka    | 1. | 13. února 2011     | Rancho Mirage, Spojené státy   | tvrdý       | Karolína Plíšková      | Naděžda Guskovová Sandra Zaniewská         | 6–7(3–7), 6–1, [10–5]  |
| Vítězka    | 2. | 7. srpna 2011      | Vancouver, Kanada              | tvrdý       | Karolína Plíšková      | Jamie Hamptonová N. Lertcheewakarn         | 5–7, 6–2, [10–2]       |
| Finalistka | 2. | 6. listopadu 2011  | Tchaj-pej, Tchaj-wan           | tvrdý       | Karolína Plíšková      | Čan Jung-žan Čeng Ťie                      | 6–7(5–7), 7–5, [5–10]  |
| Finalistka | 3. | 20. listopadu 2011 | Bratislava, Slovensko          | tvrdý       | Karolína Plíšková      | Naomi Broadyová Kristina Mladenovicová     | 7–5, 4–6, [2–10]       |
| Vítězka    | 3. | 23. ledna 2012     | Andrézieux-Bouthéon, Francie   | tvrdý (h)   | Karolína Plíšková      | Julie Coinová Eva Hrdinová                 | 6–4, 4–6, [10–5]       |
| Vítězka    | 4. | 30. ledna 2012     | Grenoble, Francie              | tvrdý (h)   | Karolína Plíšková      | Valentyna Ivachněnková Maryna Zanevská     | 6–1, 6–3               |
| Finalistka | 4. | 17. září 2012      | Shrewsbury, Spojené království | tvrdý (h)   | Karolína Plíšková      | Vesna Doloncová Stefanie Vögeleová         | 1–6, 7–6(7–3), [13–15] |
| Vítězka    | 5. | 12. listopadu 2012 | Zawada, Polsko                 | koberec (h) | Karolína Plíšková      | Kristina Barroisová Sandra Klemenschitsová | 6–3, 6–1               |
| Vítězka    | 6. | 2. listopadu 2013  | Barnstaple, Spojené království | tvrdý (h)   | Naomi Broadyová        | Raluca Olaruová Tamira Paszeková           | 6–3, 3–6, [10–6]       |
| Finalistka | 5. | 21. dubna 2014     | Soul, Jižní Korea              | tvrdý       | Irena Pavlovicová      | Čan Ťin-wej Čuang Ťia-žung                 | 4–6, 3–6               |
| Vítězka    | 7. | 4. května 2015     | Fukuoka, Japonsko              | tráva       | Naomi Broadyová        | Eri Hozumiová Džunri Namigatová            | 6–3, 6–4               |
| Vítězka    | 8. | 11. července 2016  | Stockton, Spojené státy        | tvrdý       | Alison Van Uytvancková | Robin Andersonová Maegan Manasseová        | 6–2, 6–3               |

## Finále na juniorce Grand Slamu

### Dvouhra: 1 (1–0)
| Stav    | Č. | Rok  | Turnaj    | Soupeřka ve finále | Výsledek      |
| Vítězka | 1. | 2010 | Wimbledon | Sačie Išizuová     | 6–3, 4–6, 6–4 |

## Vítězství nad hráčkami Top 10
Přehled
| Sezóna    | 2016 | 2017 | 2018 | 2019 | Celkem |
| --------- | ---- | ---- | ---- | ---- | ------ |
| Vítězství | 1    | 0    | 2    | 1    | 4      |

Vítězství
| Č.   | hráčka             | WTA | turnaj                         | povrch     | fáze    | výsledek           |
| ---- | ------------------ | --- | ------------------------------ | ---------- | ------- | ------------------ |
| 2016 |                    |     |                                |            |         |                    |
| 1.   | Belinda Bencicová  | 10. | Miami, Spojené státy           | tvrdý      | 2. kolo | 4–1skreč           |
| 2018 |                    |     |                                |            |         |                    |
| 2.   | Jeļena Ostapenková | 7.  | Šen-čen, Čína                  | tvrdý      | 1. kolo | 6–1, 6–4           |
| 3.   | Petra Kvitová      | 10. | Charleston, Spojené státy      | antuka (z) | 2. kolo | 1–6, 6–1, 6–3      |
| 2019 |                    |     |                                |            |         |                    |
| 4.   | Karolína Plíšková  | 3.  | Birmingham, Spojené království | tráva      | 2. kolo | 6–2, 3–6, 7–6(9–7) |

## Postavení na konečném žebříčku WTA

### Dvouhra
| Rok    | 2007 | 2008 | 2009   | 2010   | 2011   | 2012   | 2013   | 2014   | 2015   | 2016  | 2017  | 2018  | 2019  | 2020  | 2021   |
| Pořadí | 861. | 753. | ▲ 506. | ▲ 227. | ▲ 179. | ▲ 110. | ▼ 121. | ▼ 123. | ▲ 113. | ▲ 60. | ▼ 61. | ▼ 97. | ▲ 66. | ▼ 69. | ▼ 146. |

### Čtyřhra
| Rok    | 2007 | 2008 | 2009 | 2010 | 2011   | 2012   | 2013  | 2014  | 2015   | 2016   | 2017  | 2018   | 2019  | 2020  | 2021   |
| Pořadí | 917. | –    | –    | 382. | ▲ 142. | ▲ 101. | ▲ 85. | ▲ 71. | ▼ 194. | ▲ 184. | ▲ 74. | ▼ 115. | ▲ 54. | ▲ 49. | ▼ 139. |